# Distretto di Bahi
Il distretto di Bahi è un  distretto della Tanzania situato nella regione di Dodoma. È suddiviso in 22 circoscrizioni (wards) e conta una popolazione di 322 526 abitanti (censimento 2022).
Nel 2007 è confluito nel suo territorio l'ex distretto rurale di Dodoma.

## Suddivisione amministrativa
Il distretto è diviso nelle seguenti circoscrizioni (wards), tra parentesi gli abitanti (censimento 2022):
1. Babayu (14 737)
2. Bahi (31 410)
3. Chali (14 687)
4. Chibelela (12 791)
5. Chifutuka (18 604)
6. Chikola (18 107)
7. Chipanga (13 440)
8. Ibihwa (15 118)
9. Ibugule (10 957)
10. Ilindi (11 969)
11. Kigwe (7 201)
12. Lamaiti (18 130)
13. Makanda (12 186)
14. Mpalanga (14 879)
15. Mpamantwa (18 046)
16. Mpinga (12 605)
17. Msisi (16 994)
18. Mtitaa (12 105)
19. Mundemu (10 656)
20. Mwitikira (9 281)
21. Nondwa (12 079)
22. Zanka (16 544)